# Ітигілов Олександр Атайович
Олекса́ндр Ата́йович Ітигі́лов (6 серпня 1944, с. Петропавлівка, Бурятська АРСР, РРФСР, СРСР — 25 червня 1990, Київ, УРСР, СРСР) — радянський і український кінооператор, кінорежисер, сценарист. Лауреат премії імені Ленінського комсомолу (1974). Заслужений діяч мистецтв УРСР (1988).

## Біографічні відомості

Місце поховання Олександра Ітигілова

Народився 1944 року в селі Петропавловці Бурятської АРСР в родині службовців. В 1967 році закінчив операторський факультет Всесоюзного державного інституту кінематографії, в 1978 році — Вищі режисерські курси (майстерня Гліба Панфілова).
Працював на кіностудії «Білорусьфільм», в 1967–1969 роках — на Пермському телебаченні, в 1970–1990 роках — оператором і режисером Київської кіностудії художніх фільмів імені О. П. Довженка.
Жив у Києві. Помер 25 червня 1990 року. Похований в Києві на Байковому кладовищі (ділянка № 33).
Сім'я:
- Дружина: Матешко Ольга Миколаївна — українська актриса. Заслужена артистка УРСР (1978).
- Син: Ітигілов Олександр Олександрович (нар. 24.09.1974) — кінорежисер, актор, сценарист[2].

## Фільмографія

### Оператор
- «Іду до тебе…» (1971)
- «Як гартувалась сталь» (1973, т/ф, 6 с, Премія Ленінського комсомолу, 1974, Головний приз і Приз ЦК ЛКСМ Грузії VI Всесоюзного фестивалю телефільмів, Тбілісі, 1975, Приз телебачення НДР «Золота лаврова гілка», 1974)
- «Каштанка» (1975, т/ф, реж. Р. Балаян)
- «Театр невідомого актора» (1976)
- «Продається ведмежа шкура» (1980, т/ф, у співавт. з Е. Тімліним)
- «Це ми, Господи!..» (1990, т/ф, у співавт. з С. Рябцем)

### Режисер-постановник
- «Зустріч» (1980, к/м, з кіноальманаху «Молодість». Випуск 3-й) — картина удостоєна Головного призу МКФ короткометражних фільмів у Ліллі—80[3].
- «Продається ведмежа шкура» (1980, т/ф, також автор сценарію)
- «Побачення» (1982)
- «Якщо можеш, прости...» (1984)
- «Звинувачується весілля» (1986)
- «Смиренний цвинтар» (1989, за повістю С. Каледіна. На кінофестивалі акторів радянського кіно «Сузір'я» (Тверь, Росія, 1990) — приз В. Гостюхіну «За найкращу чоловічу роль»)
- «Це ми, Господи!..» (1990, за повістю К. Воробйова, т/ф. Також співавт. сценар. з В. Залотухою)